# Gotyk brabancki

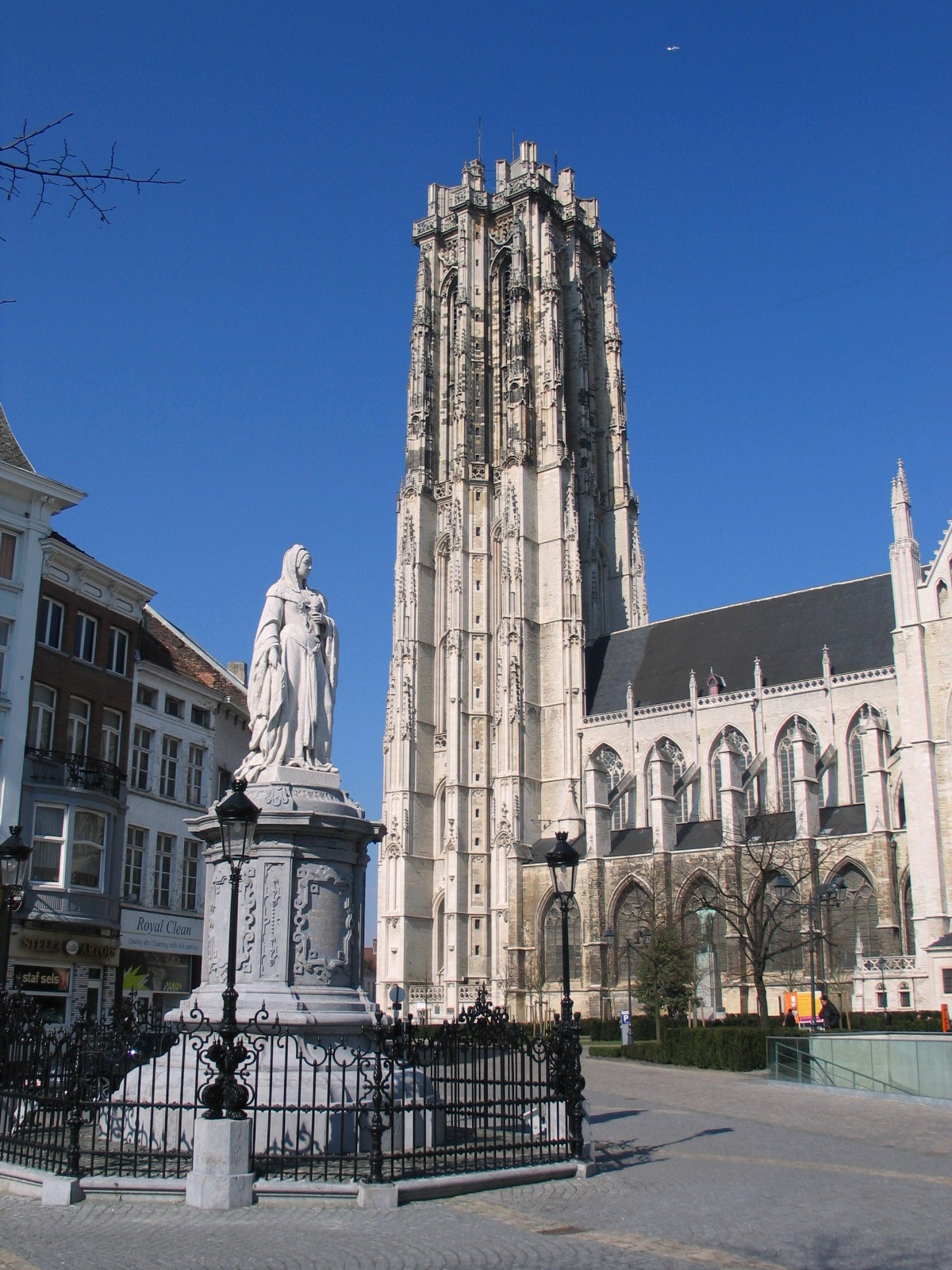
Katedra św. Rumolda w Mechelen

Gotyk brabancki – rodzaj stylu gotyckiego w architekturze, który rozwinął się przede wszystkim w Niderlandach. Jego kolebką jest Brabancja, powstał około XIII wieku, pierwszym przykładem tego stylu jest katedra Sint-Romboutskathedraal w Mechelen (dzisiejsza Belgia).

## Cechy charakterystyczne stylu

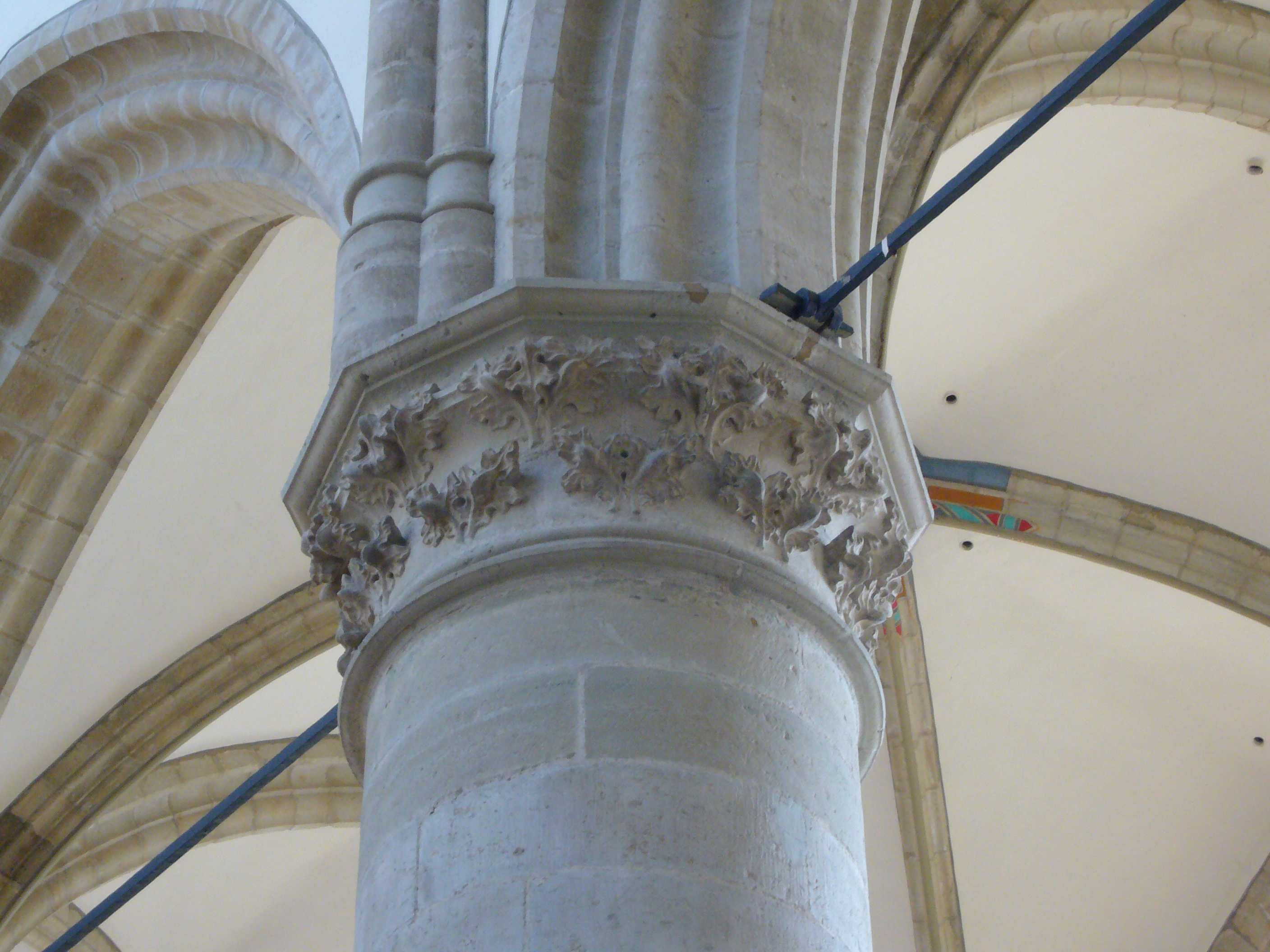
Głowica kolumny ozdobiona wyrzeźbionymi liśćmi kapusty

Gotyk brabancki nawiązywał do klasycznego gotyku francuskiego: kościoły budowane były na planie krzyża z nawami bocznymi, ambitem i wieńcem kaplic, zachowany był wyraźny podział wertykalny nawy głównej – filary, triforium i latarnia.
Często triforium i okna latarni zachodziły na siebie. W zasadzie budowana była tylko jedna wieża zachodnia (wyjątki stanowią budowle w Antwerpii i Brukseli). W gotyku brabanckim stosowało się bogate zdobienia (rzeźby, posągi, wieżyczki, balkony), charakterystyczne było wykończenie okrągłych kolumn głowicą z wyrzeźbionymi liśćmi kapusty. Inną cechą tego stylu były masywne wieże przy wejściu głównym i po dwie przypory na rogach wież. Do budowy używano kamienia naturalnego.
W architekturze świeckiej najczęściej stosowano gotyk brabancki przy budowie ratuszy – często mają one kształt zbliżony do wielkiego relikwiarza z wieżyczkami bocznymi i bardzo bogato zdobioną fasadą.

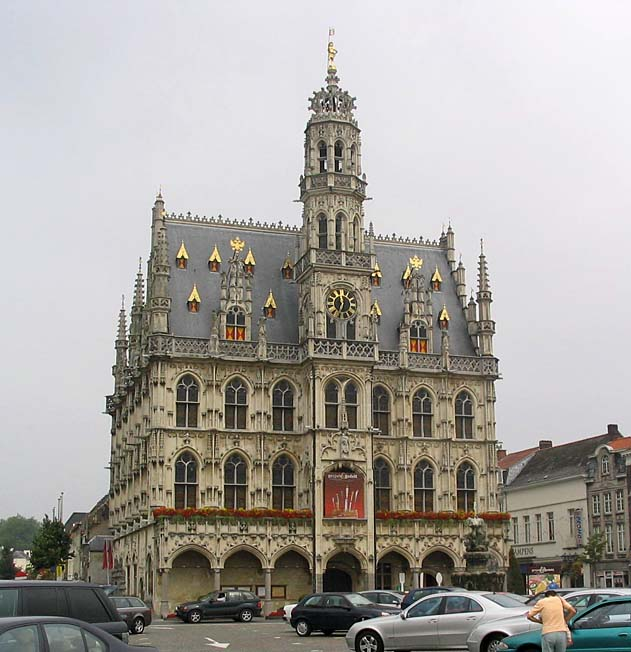
Ratusz w Oudenaarde

## Przykłady budowli w stylu gotyku brabanckiego

### Budowle sakralne
- Katedra św. Rumolda w Mechelen
- Sint-Sulpitiuskerk w Diest
- Onze-Lieve-Vrouwekathedraal w Antwerpii
- Onze-Lieve-Vrouw-ten-Poelkerk w Tienen
- Katedra św. Jana w ’s-Hertogenbosch
- Sint-Gummaruskerk w Lier
- Sint-Pieterskerk w Leuven
- Onze-Lieve-Vrouwekerk w Bredzie
- Katedra św. Michała i św. Guduli w Brukseli
- Sint-Martinuskerk w Aalst
- Sint-Michielskerk w Gandawie
- Sint-Willibrordusbasiliek w Hulst

### Budowle świeckie
Ratusze w:
- Brukseli
- Oudenaarde
- Leuven
- Middelburgu